# Who Wants to Be a Millionaire? (Великобритания)
«Who Wants to Be a Millionaire?» (с англ. — «Кто хочет стать (быть) миллионером?») — британская телеигра, где каждый участник с помощью своей эрудиции мог заработать 1 миллион фунтов. С 1998 по 2014 год передачу вёл Крис Таррент. С 5 мая 2018 года передачу стал вести Джереми Кларксон. Игра выходила на канале ITV с 4 сентября 1998. С 5 по 11 мая 2018 года прошёл юбилейный сезон из 7 программ, посвященный 20-летию формата. Игра стала одним из самых значительных шоу в британской популярной культуре, заняв 23-е место в списке «100 величайших британских телевизионных программ», составленном в 2000 году Британским институтом кино. Его успех привел к созданию международной франшизы, в которой несколько стран демонстрировали один и тот же общий формат, но с некоторыми вариациями в игровом процессе.

## Возвращение программы в эфир
В феврале 2018 года, после 4-летнего перерыва с февраля 2014 года, было объявлено о возвращении телеигры в эфир канала ITV. 21 февраля была запущена регистрация участников для участия, которая продлилась до 20 апреля.
Было объявлено, что впервые за 20 лет сменится ведущий программы — вместо Криса Тарранта программу будет вести Джереми Кларксон — бывший ведущий известного автомобильного шоу «Top Gear» и нынешний ведущий «The Grand Tour».
Произошли изменения в формате программы — вопросов стало снова 15, подсказка «Замена вопроса» упразднена, и вместо неё появилась новая, которая называется «Совет ведущего». Оформление студии было полностью изменено. Музыкальное оформление изменено на классический вариант, также обновилось графическое оформление игры. Также, как подчеркнул ведущий, больше не раздают и не рвут чеки с денежными призами, а переводят деньги на электронный аккаунт участника.
Первые съёмки обновлённого шоу состоялись с 26 апреля по 6 мая 2018 года. Премьера сезона из 7 выпусков, посвящённая 20-летию формата, состоялась с 5 по 11 мая этого же года. Спустя полгода после премьеры, Джереми Кларксон сообщил, что он был назначен на постоянную должность ведущего шоу, и уже в декабре 2018 года состоятся съёмки нового сезона и объявлен набор участников. 1 января 2019 года состоялось официальное возвращение шоу на постоянной основе.
В конце 2022 года произошёл скандал с ведущим шоу, Джереми Кларксоном. Он нелестно высказался о герцогине Сассекской, Меган Маркл в своей колонке в газете "The Sun", что вызвало общественный резонанс. Несмотря на извинения, все проекты с участием Джереми были подвергнуты заморозке, включая шоу "Кто Хочет Стать Миллионером?" на неопределённый срок. Однако, в 2024 году руководство канала ITV1 позволило Кларксону вернуться к работе над программой. 

## Штурм миллиона фунтов
Для того чтобы заработать 1 миллион фунтов, участнику необходимо ответить на 15 вопросов разной стоимости и разного уровня сложности.
| Структура выплат                                                      | Структура выплат  | Структура выплат  | Структура выплат  |
| Номер вопроса                                                         | Стоимость вопроса | Стоимость вопроса | Стоимость вопроса |
| Номер вопроса                                                         | 1998–2007         | 2007–2014         | 2018–н. в.        |
| --------------------------------------------------------------------- | ----------------- | ----------------- | ----------------- |
| 15 (12)                                                               | £1,000,000        | £1,000,000        | £1,000,000        |
| 14 (11)                                                               | £500,000          | £500,000          | £500,000          |
| 13 (10)                                                               | £250,000          | £250,000          | £250,000          |
| 12 (9)                                                                | £125,000          | £150,000          | £125,000          |
| 11 (8)                                                                | £64,000           | £75,000           | £64,000           |
| 10 (7)                                                                | £32,000           | £50,000           | £32,000           |
| 9 (6)                                                                 | £16,000           | £20,000           | £16,000           |
| 8 (5)                                                                 | £8,000            | £10,000           | £8,000            |
| 7 (4)                                                                 | £4,000            | £5,000            | £4,000            |
| 6 (3)                                                                 | £2,000            | £2,000            | £2,000            |
| 5 (2)                                                                 | £1,000            | £1,000            | £1,000            |
| 4 (1)                                                                 | £500              | £500              | £500              |
| 3                                                                     | £300              | н/д               | £300              |
| 2                                                                     | £200              | н/д               | £200              |
| 1                                                                     | £100              | н/д               | £100              |
| Несгораемая сумма Несгораемая сумма, назначаемая игроком Главный приз |                   |                   |                   |

С 2018 года, после преодоления пятого вопроса, у игрока есть возможность назначить вторую несгораемую сумму прямо по ходу игры. Перед тем как прочитать вопрос, ведущий спрашивает у игрока, не желает ли он назначить несгораемую сумму на следующем этапе — это могут быть как 2 тысячи, так и полмиллиона фунтов.

### Подсказки
В помощь участнику даётся четыре подсказки. Ими можно пользоваться на любом вопросе и в любой последовательности, но только один раз каждой из подсказок за всю игру:
- «50:50» — Компьютер убирает два неверных варианта ответа.
- «Звонок другу» — В течение 30 секунд игрок может спросить ответ у одного из своих друзей.
- «Помощь зала» — с помощью специального пульта каждый из гостей в студии выбирает вариант ответа, который считает верным, после чего игроку предоставляется краткая статистика по результатам зрительского голосования.
- «Помощь ведущего» — данная подсказка позволяет игроку спросить у ведущего ответ на вопрос.
- Дополнительный «Звонок Другу» — заменял подсказку «Помощь зала» на время отсутствия зрителей (С осени 2020 года по весну 2022)

## Победители британской версии игры
За всю историю британской версии игры было шестеро победителей:
- Джудит Кэппэл, выигрыш — 1 миллион фунтов, дата эфира — 20 ноября 2000 года
- Дэвид Эдвардс, выигрыш — 1 миллион фунтов, дата эфира — 21 апреля 2001 года
- Роберт Бриджис, выигрыш — 1 миллион фунтов, дата эфира — 29 сентября 2001 года
- Пэт Гибсон, выигрыш — 1 миллион фунтов, дата эфира — 24 апреля 2004 года
- Ингрэм Уилкокс, выигрыш — 1 миллион фунтов, дата эфира — 23 сентября 2006 года
- Дональд Фер, выигрыш — 1 миллион фунтов, дата эфира — 11 сентября 2020 года

Также один из участников, Чарльз Ингрэм, выиграл миллион обманным путём: верные ответы ему подсказывала его жена, сидевшая в студии и кашлявшая нужное количество раз при упоминании ответа. В результате игрок не получил главный приз, а также был приговорён к полутора годам тюрьмы условно.

## Крупные выигрыши
- Джонатан Грин, выигрыш — 250 000 фунтов, эфир — 4 сентября 1999 года
- Дэвид Нэаль, выигрыш — 250 000 фунтов, эфир — 17 января 2000 года
- Питер Ли, выигрыш — 500 000 фунтов, эфир — 18 января 2000 года
- Маргарэт Уиттэкер, выигрыш — 250 000 фунтов, эфир — 19 января 2000 года
- Пэдди Спунер, выигрыш — 250 000 фунтов, эфир — 30 марта 2000 года
- Марк Таусенд, выигрыш — 250 000 фунтов, эфир — 9 сентября 2000 года
- Грэхем Хикин, выигрыш — 250 000 фунтов, эфир — 28 сентября 2000 года
- Кэйт Хеуссер, выигрыш — 500 000 фунтов, эфир — 2 ноября 2000 года
- Энди Мартин, выигрыш — 250 000 фунтов, эфир — 11 ноября 2000 года
- Джон Рэндэлл, выигрыш — 500 000 фунтов, эфир — 27 ноября 2000 года
- Роджер Уэрдэл, выигрыш — 250 000 фунтов, эфир — 21 декабря 2000 года
- Стив Дэвлин, выигрыш — 500 000 фунтов, эфир — 20 января 2001 года
- Кэйт Уилкок, выигрыш — 250 000 фунтов, эфир — 27 января 2001 года
- Джон Секстон, выигрыш — 250 000 фунтов, эфир — 19 февраля 2001 года
- Тони Эманс, выигрыш — 250 000 фунтов, эфир — 22 февраля 2001 года
- Майк Паммфри, выигрыш — 500 000 фунтов, эфир — 12 марта 2001 года
- Джон и Дорин Лоуренс, выигрыш — 250 000 фунтов, эфир — 24 марта 2001 года
- Натан Бёртл, выигрыш — 250 000 фунтов, эфир — 31 марта 2001 года
- Мартин Дженкинс, выигрыш — 250 000 фунтов, эфир — 12 апреля 2001 года
- Дэрек Бэнкс и Дэлиа Бэнкс, выигрыш — 250 000 фунтов, эфир — 6 октября 2001 года
- Петер Спайрайдс, выигрыш — 500 000 фунтов , эфир — 16 октября 2001 года
- Диана Хагеллан, выигрыш — 250 000 фунтов, эфир — 13 ноября 2001 года
- Кэйт Мэтьесон, выигрыш — 250 000 фунтов, эфир — 17 ноября 2001 года
- Карл Снукер, выигрыш — 250 000 фунтов, эфир — 24 ноября 2001 года
- Брайони Пули, выигрыш — 250 000 фунтов, эфир — 27 ноября 2001 года
- Дауг Келли, выигрыш — 250 000 фунтов, эфир — 22 декабря 2001 года
- Патрик Калфроп, выигрыш — 250 000 фунтов, эфир — 16 февраля 2002 года
- Роджер Уолкер, выигрыш — 500 000 фунтов, эфир — 26 февраля 2002 года
- Ким Тотмэн, выигрыш — 250 000 фунтов, эфир — 17 марта 2002 года
- Дэн Хэуитт, выигрыш — 250 000 фунтов, эфир — 19 марта 2002 года
- Рэй Прайор и Дэвид Прайор, выигрыш — 250 000 фунтов, эфир — 26 марта 2002 года
- Пэти Вернон, выигрыш — 250 000 фунтов, эфир — 7 сентября 2002 года
- Дауги Уилсон, выигрыш — 250 000 фунтов, эфир — 16 ноября 2002 года
- Хуг Свайстон, выигрыш — 250 000 фунтов, эфир — 18 января 2003 года
- Роберт Скотт, выигрыш — 250 000 фунтов, эфир — 15 марта 2003 года
- Изабель Морган и Джеймс Морган, выигрыш — 250 000 фунтов, эфир — 29 марта 2003 года
- Боб Джинджер и Эндрю Уайтли, выигрыш — 250 000 фунтов, эфир — 12 апреля 2003 года
- Стефен Фидзимос, выигрыш — 250 000 фунтов, эфир — 26 апреля 2003 года
- Фиона Бэнджэрт, выигрыш — 250 000 фунтов, эфир — 27 сентября 2003 года
- Марк Кэрр, выигрыш — 250 000 фунтов, эфир — 31 января 2004 года
- Пауль Тэйлор, выигрыш — 250 000 фунтов, эфир — 13 марта 2004 года
- Билл Хониуэлл, выигрыш — 250 000 фунтов, эфир — 8 мая 2004 года
- Крис Патисон, выигрыш — 250 000 фунтов, эфир — 5 июня 2004 года
- Стив Кидд, выигрыш — 250 000 фунтов, эфир — 20 ноября 2004 года
- Саймон Кёртис, выигрыш — 250 000 фунтов, эфир — 22 января 2005 года
- Дэвид Рэйнфород, выигрыш — 250 000 фунтов, эфир — 9 апреля 2005 года
- Гордон Барасс, выигрыш — 250 000 фунтов, эфир — 30 апреля 2005 года
- Элизабет Нортфи, выигрыш — 250 000 фунтов, эфир — 10 декабря 2005 года
- Дзжеймс Плэскетт, выигрыш — 250 000 фунтов, эфир — 21 января 2006 года
- Лоуренс и Джеки Ллеуэлен-Боуэн, выигрыш — 500 000 фунтов, эфир — 11 февраля 2006 года. Участвовали дважды, т.к. 15 вопрос имел некорректную формулировку, что привело к даче неверного ответа и потере 468 тысяч. В следующей игре пара решительно отказалась от ответа и забрала 500 тысяч.
- Чарльз Диксон, выигрыш — 250 000 фунтов, эфир — 18 марта 2006 года
- Джон Гэллэнтри, выигрыш — 250 000 фунтов, эфир — 26 мая 2007 года
- Джон Робинсон, выигрыш — 500 000 фунтов, эфир — 4 марта 2019 года. В этом выпуске впервые за 13 лет прозвучал вопрос на 1 миллион фунтов стерлингов, до которого все эти годы никто не доходил[3].
- Кристофер Пейдж, выигрыш — 250 000 фунтов, эфир — 8 марта 2019 года
- Давит Фер, выигрыш — 500 000 фунтов, эфир — 1 сентября 2019 года
- Джулиан Олдридж, выигрыш — 250 000 фунтов, эфир — 8 сентября 2019 года
- Хауэлл Дейвис, выигрыш — 250 000 фунтов, эфир — 20 октября 2019 года
- Эндрю Таунсли, выигрыш — 500 000 фунтов, эфир — 12 мая 2020 года
- Калум Айнд, выигрыш — 250 000 фунтов, эфир — 8 сентября 2020 года
- Стивен Фрай, выигрыш — 250 000 фунтов[4], эфир — 26 января 2025 года. Стивен Фрай стал первым селебрити, достигшим предпоследнего вопроса в эпоху Джереми Кларксона.